# Дом «У Белого льва»
Дом «У Белого льва» (чеш. Dům U Bílého lva) — барочное здание в центре Праги, в историческом районе Старе-Место, на Малой площади. Здание находится между домом «У Ангела» и домом Ротта. Охраняется как памятник культуры с 1958 года.

## История
На месте современного здания, с XIII-XIV веков стояла постройка в готическом стиле. От неё остались элементы подвального помещения и портал примерно 1400 года.
В 1487 году в этом доме была основана старейшая в Праге типография, в которой в следующем 1488 году Северин Крамарж (чеш. Severýn Kramář), Ян Пытлик (чеш. Jan Pytlík) и другие напечатали первый перевод Библии на чешский язык. Пытлику принадлежал также соседний дом Ротта.
Второй этаж изначально выполнен в стиле ренессанс около 1600 года. Третий этаж и фасад относятся к позднему барокко и датируются периодом после 1769 года.
В 1861 году по проекту Петра Голечека (чеш. Petr Holeček) была проведена капитальная реконструкция дома.
Во время Второй мировой войны здание было присоединено к соседнему дому Ротта, и в процессе реконструкции интерьер дома был существенно изменён.

## Описание

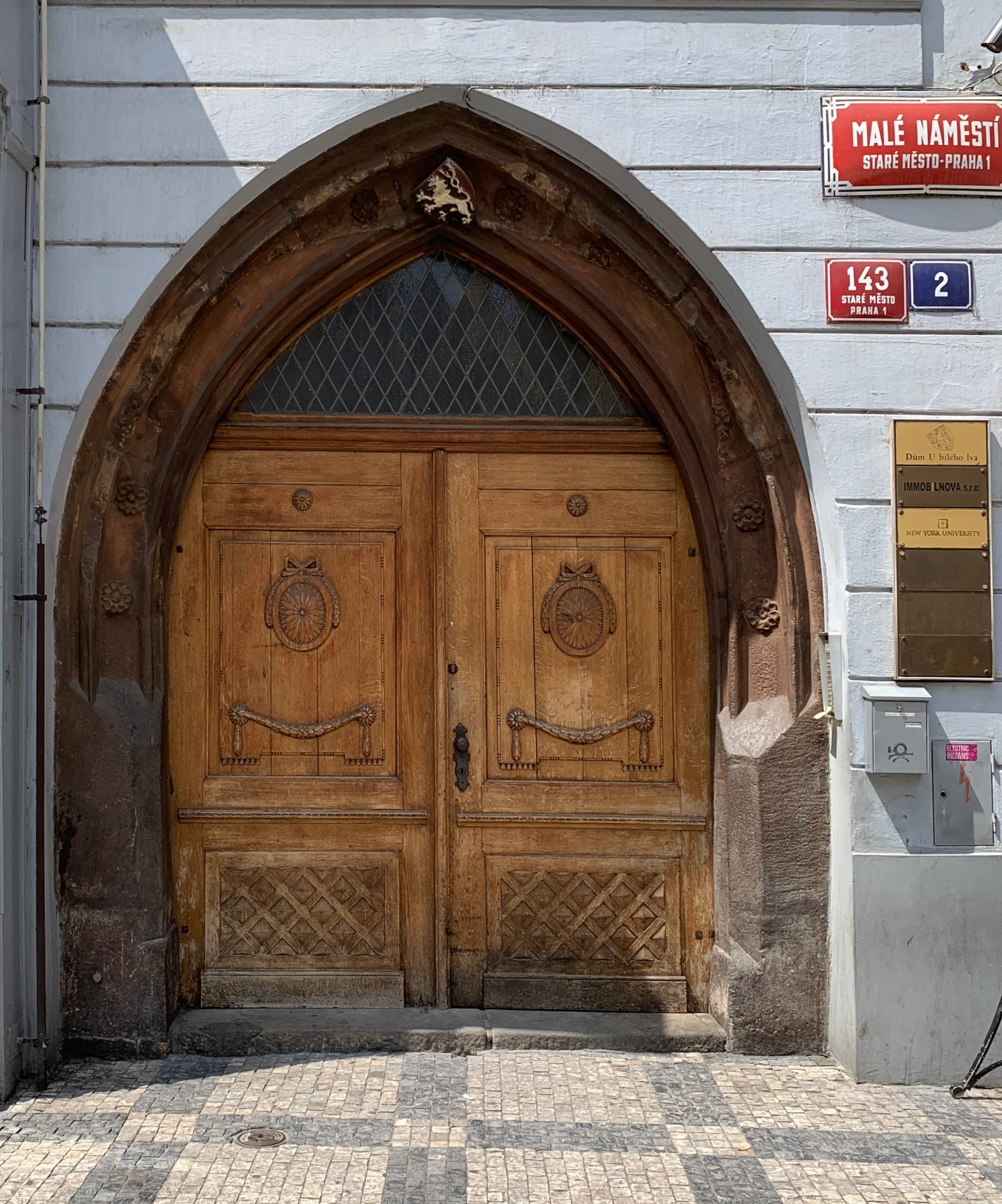
Готический портал с гербом Чехии

Первый этаж украшен ленточной рустовкой. Слева находится готический портал, увенчанный с гербом Чешского государства. Проходной коридор перекрыт крестовым нервюрным сводом. Сандрики второго этажа украшены лепниной. Мансарда украшена тремя барочными люкарнами.